# Franz von Uchatius
Franz von Uchatius (ur. 20 października 1811 w Theresienfeld, zm. 4 czerwca 1881 w Wiedniu) – marszałek polny porucznik cesarskiej i królewskiej Armii, wynalazca, który za swoje odkrycia otrzymał tytuł barona.

## Życiorys
W 1829 wstąpił do austriackiej artylerii; w 1837 został fajerwerkierem, w 1843 oficerem, w 1861 komendantem odlewu dział. 16 lutego 1867 został mianowany pułkownikiem. 19 października 1874 został mianowany na stopień generała majora, a 25 kwietnia 1879 na stopień marszałka polnego porucznika. Ulepszył metody wyrabiania stali, zbudował przyrząd do mierzenia ciśnienia w działach, wynalazł materiał wybuchowy z mączki nitrowanej, wprowadził działa ze stali brązowej (metal Uchatiusa), w 1875 wynalazł granat pierścieniowy. Był komendantem Fabryki Materiałów Artylerii w Arsenale Artylerii w Wiedniu. 4 czerwca 1881 popełnił samobójstwo.

## Odznaczenia
Odznaczenia von Uchatiusa to między innymi:
- Komandor Orderu Świętego Stefana
- Kawaler Orderu Korony Żelaznej II klasy
- Order Świętego Stanisława II klasy z gwiazdą (Imperium Rosyjskie)
- Komandor I stopnia Orderu Danebroga (Dania)
- Order Orła Czerwonego III klasy (Prusy)